# 訃報 1974年10月
訃報 1974年10月（ふほう 1974ねん10がつ）では、1974年（昭和49年）10月中に物故した、または物故が報じられた人物についてまとめる。

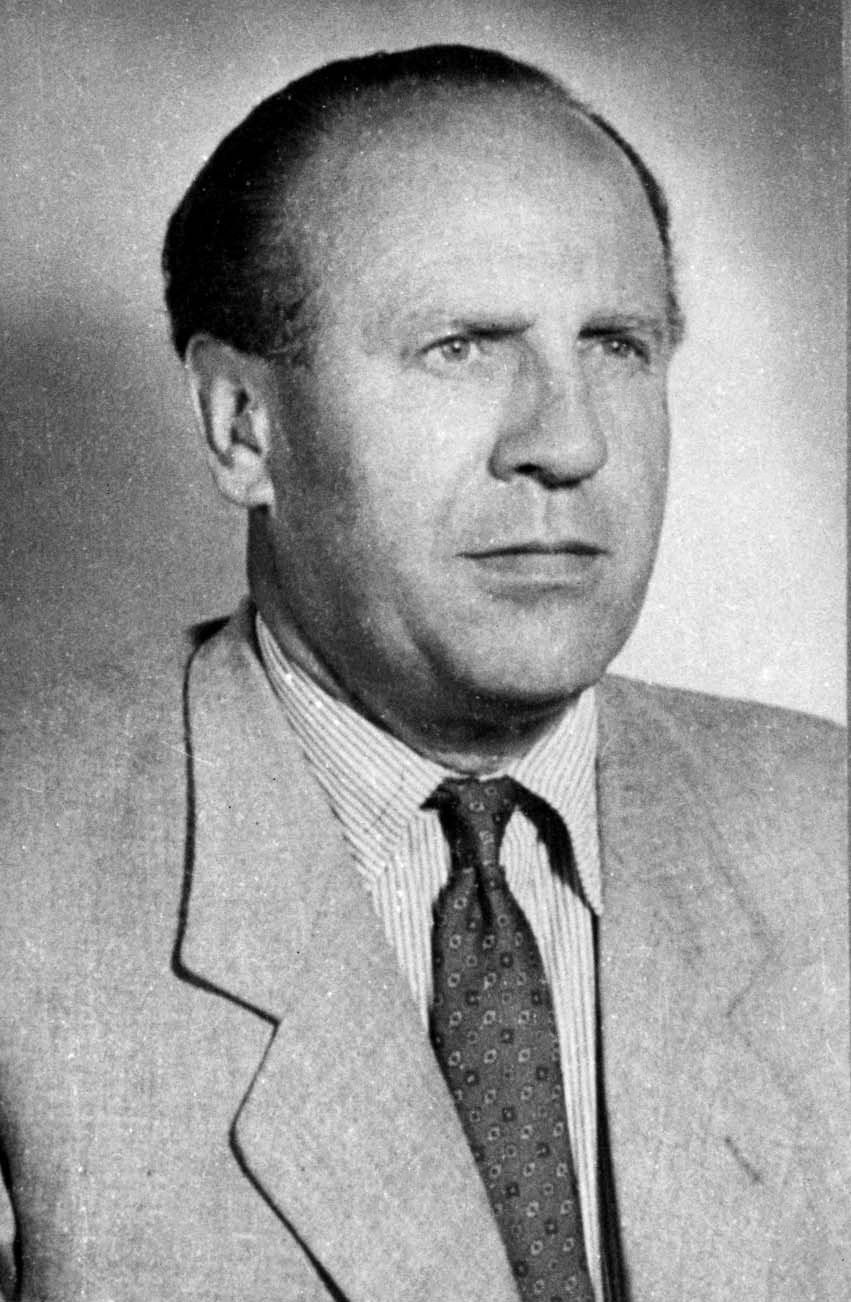
オスカー・シンドラー / 10月9日没

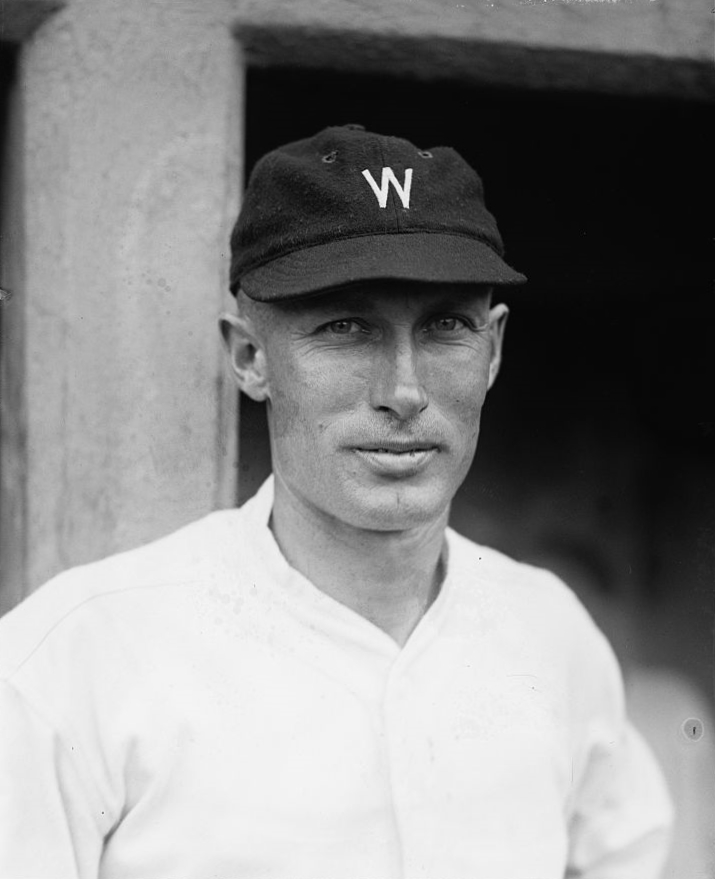
サム・ライス / 10月13日没

## （1日 - 15日）
- 10月1日 - 石黒敬七、柔道家・随筆家（* 1897年）
- 10月5日 - ザルマン・シャザール、第3代イスラエル大統領（* 1889年）
- 10月6日 - ヘルムート・コイニク、F1ドライバー（* 1948年）
- 10月9日 - オスカー・シンドラー、実業家（* 1908年）
- 10月9日 - 橋本夢道、俳人（* 1903年）
- 10月10日 - 本山桂川、民俗学者・文学碑研究家・文筆家（* 1888年）
- 10月11日 - 正田誠一、経済学者（* 1915年）
- 10月13日 - サム・ライス、メジャーリーガー（* 1890年）
- 10月13日 - 蔵田蔵、美術史学者（* 1907年）
- 10月13日 - 宮本三郎、洋画家（* 1905年）
- 10月13日 - 密田良太郎、電気工学者（* 1885年）
- 10月15日 - 舞伝男、陸軍軍人（* 1885年）
- 10月15日 - 加藤十右衛門、陶芸家（* 1894年）

## （16日 - 31日）
- 10月17日 - 三浦三郎、陸軍軍人（* 1893年）
- 10月17日 - 田坂具隆、映画監督（* 1902年）
- 10月17日 - 黒尾重明、元プロ野球選手（* 1926年）
- 10月19日 - 岡井藤志郎、裁判官・弁護士・政治家（* 1895年）
- 10月19日 - 堀久作、実業家（* 1900年）
- 10月20日 - 坂東幸太郎、政治家（* 1881年）
- 10月21日 - レンジェル・メニヘールト、劇作家・脚本家（* 1880年）
- 10月21日 - 丸山薫、詩人（* 1899年）
- 10月23日 - 前谷惟光、漫画家（* 1917年）
- 10月24日 - 里見明正、洋画家（* 1912年）
- 10月24日 - ダヴィッド・オイストラフ、ヴァイオリニスト（* 1908年）
- 10月29日 - ジョージ・ウイルソン、元プロ野球選手（* 1925年）
- 10月29日 - 国井淳一、詩人・農民運動家・政治家（* 1902年）
- 10月29日 - 福島通人、芸能プロデューサー（* 1909年）
- 10月30日 - 松田鉄蔵、漁業経営者・政治家（* 1900年）